# Manuele Fior
Manuele Fior (Cesena, 1975) és un dibuixant i il·lustrador italià.
L'any 2000 va finalitzar els seus estudis, graduant-se en arquitectura a la ciutat de Venècia. Va traslladar-se a Berlín, on va exercir d'arquitecte i dibuixant. El 2001 va començar a treballar amb l'editor Avant-Vergal. Alhora, va produir diversos contes, que van aparèixer a les revistes Negre Bile Noire, Stripburger, Forresten i Osmosa.
També va treballar com a il·lustrados fent encàrrecs per a diverses revistes italianes: Feltrinelli, Einaudi, Il Sole 24 Ore, Edizioni EL, Ferrers, Internacional, Il Manifesto, i també per a altres publicacions: les revistes Rolling Stone, Les Inrocks, Nathan i Bayard.
El 2005 es trasllada a Oslo, i després a París, on encara resideix.
L'any 2011 guanya el Premi Fauve d'Or al millor àlbum al Festival Internacional d'Angoulême, per la seva novel·la gràfica Cinco mil kilómetros por segundo
Des del 2011 treballa per a la publiació New Yorker.
Les seves obres La señorita Else, Cinco kilómetros por segundo i La entervista han estat traduïdes al castellà per l'editorial Sins sentido.

## Publicacions

### Novel·la gràfica
- 2013. La entrevista, Salamandra Graphics
- 2013. L'Intervista, Coconino Press
- 2013. Die Übertragung, avant-verlag
- 2012. Édition de luxe de Cinq milles kilomètres par seconde, esprit bd éditions
- 2011. Fünftausend Kilometer in der Sekunde, avant-verlag
- 2010. Fem tusen kilometer i sekundet, Jippi Forlag
- 2010. Cinq mille kilomètres par seconde, Atrabile
- 2010. Cinquemila chilometri al secondo, Coconino Press
- 2009. La signorina Else, Coconino Press
- 2009. Mademoiselle Else, Delcourt
- 2009. Fraulein Else, avant-verlag
- 2010. La Senorita Else, Sins Entido
- 2006. Rosso oltremare, Coconino Press
- 2006. Icarus, Atrabile
- 2006. Ikarus, avant-verlag
- 2006. Ikaros, Jippi Forlag 2006
- 2004. Les gens le dimanche, Atrabile
- 2004. Menschen am Sonntag, avant-verlag

### Llibres il·lustrats
- 2010. Zero Sagre, Edizioni Zero
- 2007. Il giro del mondo in 80 giorni, Fabbri
- 2006. Pirati all'arrembaggio, Edizioni EL, Nathan